# Zvonimir Vukić
Zvonimir Vukić (in serbo Звонимир Вукић?; Zrenjanin, 19 luglio 1979) è un ex calciatore serbo, di ruolo centrocampista offensivo.

## Carriera
S'è fatto conoscere al mondo quando giocava nel Partizan Belgrado, squadra nella quale trascorse 4 stagioni segnando 45 gol, prima di trasferirsi, nell'estate 2003, allo Šachtar. Militò per 2 stagioni con la squadra ucraina, grazie alla quale vive anche l'esperienza della Champions League, nell'edizione 2004-2005.
Nell'agosto 2005, negli ultimi giorni di mercato, viene prestato al Portsmouth, andando quindi a giocare nella Premiership inglese. Alla squadra inglese, però, non riesce a guadagnare la fiducia dei tecnici e così termina la sua esperienza lì con 9 presenze ed un gol. Nel calciomercato invernale del 2006 torna in patria nel Partizan Belgrado. A giugno dello stesso anno, torna allo Šachtar. Dopo essersi trasferito nel Fk Mosca dove colleziona 27 presenze e 5 gol, ritorna nel 2011 al Partizan Belgrado, squadra nella quale ha iniziato la sua carriera, vincendo subito campionato e coppa con il club bianco-nero.

## Palmarès

### Club
- Coppa di Jugoslavia: 1

Partizan: 2000-2001
- Campionato serbo: 1

Partizan: 2001-2002
- Campionato serbomontenegrino: 1

Partizan: 2002-2003
- Coppa d'Ucraina: 1

Šachtar: 2003-2004
- Campionato ucraino: 2

Šachtar: 2004-2005, 2007-2008
- Supercoppa d'Ucraina: 1

Šachtar: 2005
- Campionato serbo: 1

Partizan: 2010-2011
- Coppa di Serbia: 1

Partizan: 2010-2011

### Individuale
- Capocannoniere del campionato serbo-montenegrino: 1

2002-2003 (22 gol)